# 500
Évszázadok: 4. század – 5. század – 6. század
Évtizedek: 450-es évek – 460-as évek – 470-es évek – 480-as évek – 490-es évek – 500-as évek – 510-es évek – 520-as évek – 530-as évek – 540-es évek – 550-es évek
Évek: 495 – 496 – 497 – 498 –  499 – 500 – 501 – 502 – 503 – 504 – 505

## Események

### Európa
- Az egymással viszálykodó burgund testvérkirályok, Gundobad és Godegisel I. Chlodwig frank királyhoz fordulnak segítségért. Chlodwig Godegisel pártjára áll (ebben az befolyásolhatja, hogy felesége, Clotilda apját Gundobad ölette meg) és közösen Dijon mellett legyőzik Gundobad seregét. Gundobad Avignonba menekül. Chlodwig utoléri, de aztán éves adó fejében futni hagyja. Gundobad bevonul Vienne-be és a burgundok egyedüli királyának kiáltja ki magát.
- Theoderic itáliai király feleségül adja megözvegyült nővérét, Amalfridát Thrasamund észak-afrikai vandál királyhoz; ezzel szövetség jön létre a két uralkodó között. Amalfrida hozományához tartozik Lilybaeum városa Szicílián, valamint ezer elit gót harcos és ötezer fegyveres.
- Britanniában a Mons Badonicus-i csatában a britek nagy győzelmet aratnak a szászok felett és hosszú időre megállítják azok nyugati terjeszkedését. A csata pontos ideje, helyszíne - és egyáltalán megtörténte - vitatott. A szászokat állítólag Ælle sussexi király, a briteket a legenda szerint Arthur vezette.

### Korea
- Meghal Szodzsi, Silla királya. Utóda az uralkodói dinasztiából származó Csidzsung.

### Amerika
- A maják megalapítják Uxmalt (hozzávetőleges időpont).

## Születések
- Belizár, bizánci hadvezér
- Kaiszareiai Prokopiosz, bizánci történetíró
- Theodóra, bizánci császárné

## Halálozások
- Cu Csung-cse, kínai matematikus és csillagász

## Fordítás
- Ez a szócikk részben vagy egészben  az   AD 500 című angol Wikipédia-szócikk ezen változatának fordításán alapul.  Az eredeti cikk szerkesztőit annak laptörténete sorolja fel. Ez a jelzés csupán a megfogalmazás eredetét és a szerzői jogokat jelzi, nem szolgál a cikkben szereplő információk forrásmegjelöléseként.